# Gaffelarv
Gaffelarv (Cerastium dichotomum) är en nejlikväxtart som beskrevs av Carl von Linné. Enligt Catalogue of Life ingår Gaffelarv i släktet arvar och familjen nejlikväxter, men enligt Dyntaxa är tillhörigheten istället släktet arvar och familjen nejlikväxter. Arten förekommer tillfälligt i Sverige, men reproducerar sig inte. Inga underarter finns listade i Catalogue of Life.